# Torcy-et-Pouligny
Torcy-et-Pouligny är en kommun i departementet Côte-d'Or i regionen Bourgogne-Franche-Comté i östra Frankrike. Kommunen ligger i kantonen Semur-en-Auxois som tillhör arrondissementet Montbard. År 2022 hade Torcy-et-Pouligny 207 invånare.

## Befolkningsutveckling
Antalet invånare i kommunen Torcy-et-Pouligny
Referens:INSEE